# Jordi Cervós Navarro
Jordi Cervós Navarro (Barcelona, 9 de enero de 1930-Matadepera, 14 de noviembre de 2021) fue un médico neuropatólogo español. Primer Rector de la Universidad Internacional de Cataluña (1997-2001). Descubrió la existencia de nervios en las arteriolas, por lo que está considerado como el padre de la microcirculación cerebral.

## Biografía
Nacido en España, Jordi Cervós vivió la Guerra civil española junto con familiares maternos en la comarca de Pallars Sobirà, próxima a los Pirineos, y separado de sus padres, que se habían quedado en Barcelona. Tras la caída de la ciudad a principios de 1939, regresó a la ciudad condal, y desde la primavera de 1939 asistió al Colegio de los Escolapios de Barcelona. En 1946, inició sus estudios de Medicina en la Universidad de Barcelona, donde se incorporó al Opus Dei (abril de 1948) y obtuvo su primer doctorado en Medicina. En 1950, se trasladó a Zaragoza, donde residió en el recién inaugurado Colegio Mayor Miraflores (1950-1952), mientras estudiaba en la Universidad de Zaragoza. En 1956, obtuvo el Premio Extraordinario del Doctorado en la Universidad de Madrid. 
En 1952, se marchó a Berlín, donde trabajó como médico en clínicas neurológicas de Austria (Innsbruck) y Alemania (Bonn). En 1953, comenzó a trabajar en la Universidad de Bonn, como profesor adjunto (1954), y como titular de Neuropatología (1961). En la capital alemana trabajó como médico asistente en el Instituto de Neuropatología de la Universidad de Bonn (1954-1961). Allí trabajó a las órdenes de Günter Kersting, director de dicho Instituto e investigador del cerebro. Kersting le ayudó a abrirse camino en la comunidad científica alemana. En 1965, fue nombrado profesor asociado. Entre los alumnos que fueron formados por Kersting y Cervós en Bonn se encontraba Gonzalo Herranz, que posteriormente montó la facultad de medicina de la Universidad de Navarra en Pamplona y fue un reconocido patólogo español.
En 1968, con tan solo 38 años, Cervós obtuvo la cátedra de Neuropatología en el Instituto de Neuropatología de la Universidad Libre de Berlín. En dicho centro docente fue: Vicepresidente (1974-1977) y Decano de la Facultad de Medicina (1979-1982). También fue Presidente Ejecutivo de la Sociedad Alemana de Neuropatología y Neuroanatomía (1976-77; 1992-93), miembro del Consejo de la Sociedad Internacional de Neuropatología, y de diversas sociedades especializadas. Cervós organizó numerosos congresos científicos en Berlín, incluido el Congreso Europeo de Neuropatología en 1992.

### Inicios de la labor apostólica del Opus Dei en Alemania

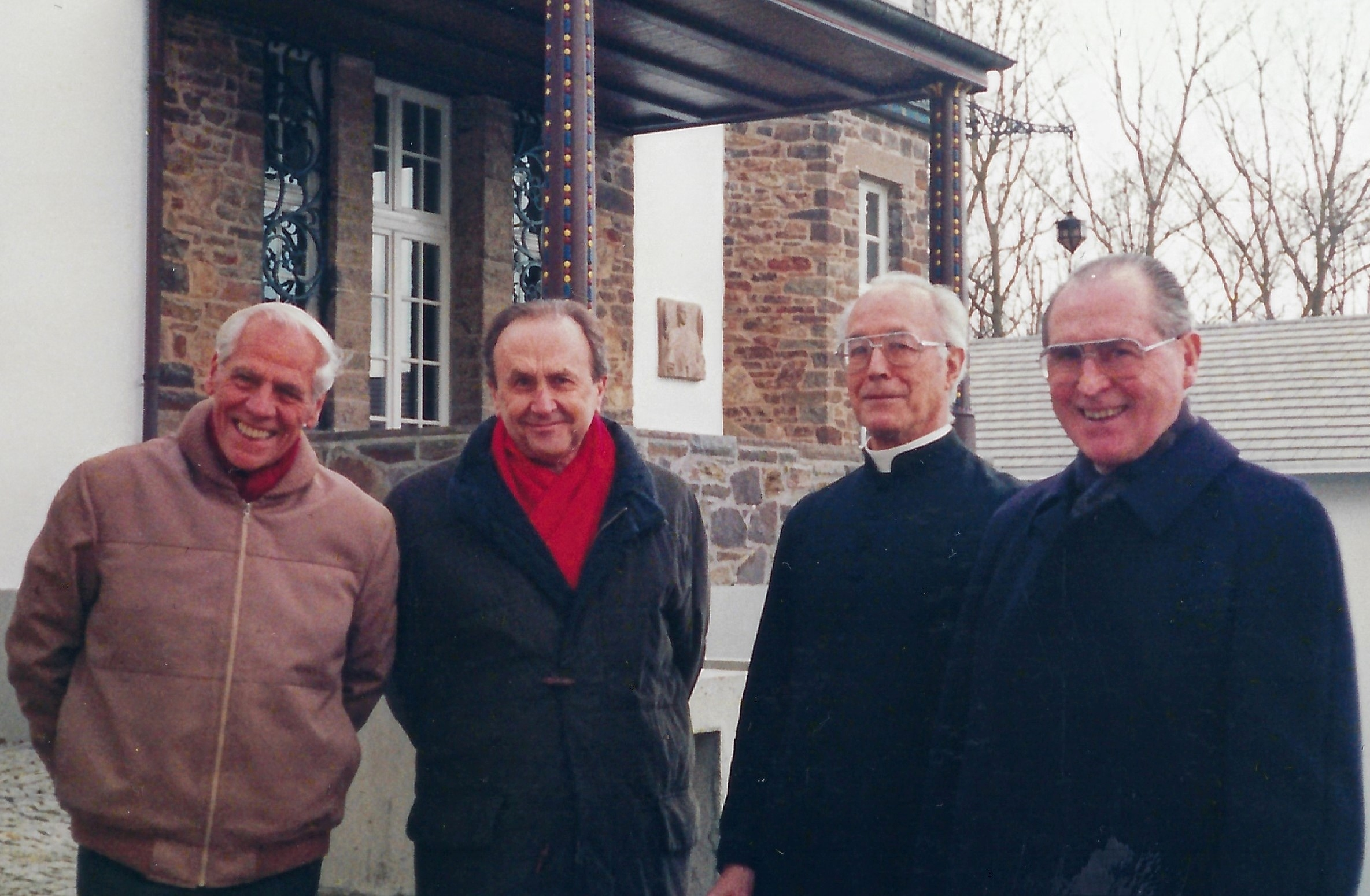
Jordi Cervós con Fernando Inciarte, Alfonso Par y Fernando Echeverría en Euskirchen (años noventa)

Junto al sacerdote Alfonso Par Balcells, primer vicario general del Opus Dei en Alemania, el filósofo Fernando Inciarte (1929-2000) y el abogado Fernando Echeverría (1924-2015), Cervós Navarro fue de los primeros miembros del Opus Dei enviados a Alemania por san Josemaría Escrivá en 1952. Ellos instalaron la residencia de estudiantes Althaus en Bonn, y posteriormente otras residencias similares en Colonia y Berlín. Tiempo después llegaron los primeros miembros de la Obra de habla alemana como Kurt Malangré y los hermanos Rolf y Hans Thomas (Aquisgrán), el médico e historiador Peter Berglar (Colonia) y el sociólogo e historiador Otto B. Roegele. Establecieron contactos con influyentes políticos y eclesiásticos en Alemania, como el político de la CSU y exfuncionario de la Junge Union, Fritz Pirkl, quien permaneció como presidente de la Fundación Rin-Danubio de Múnich hasta su muerte en 1993.
La nacionalidad española de Jordi Cervós le permitió, durante el tiempo en el que residió en Berlín Occidental, establecer contactos a través de la frontera interior alemana con diversas personalidades de la Iglesia católica romana en Berlín Oriental, como el cardenal Joachim Meisner; el obispo de Berlín, Alfred Bengsch; el abogado administrativo Hubert Bengsch, hermano menor del cardenal; y el abogado de Berlín Oriental Hans Rust.
Fue el primer rector de la Universidad Internacional de Cataluña (1997- 2001). Era miembro de la Real Academia de Doctores de Cataluña.

## Publicaciones
Es autor de siete libros publicados y ocho editados, traducidos a varias lenguas; y de más de seiscientos trabajos médicos. Son especialmente destacados sus estudios sobre la patología del sistema nervioso central, la involución senil, la microcirculación cerebral y la descripción de una nueva enfermedad: la encefalitis granulomatosa reticulohistiocitaria de Cervós-Navarro. También ha sido colaborador en el diario El País.
En 2016, presentó sus Memorias, tituladas: "Cruzando el muro. Recuerdos sobre los inicios del Opus Dei en Alemania", publicadas en Madrid, por la editorial Rialp. En el libro expone que un punto central de su vida fue conocer personalmente a san Josemaría, fundador del Opus Dei.

## Distinciones
Entre otros, ha recibido las siguientes distinciones:
- Doctor honoris causa por la Universidad de Zaragoza (1984),[13] Universidad de Barcelona, Universidad Complutense de Madrid, Universidad de Hannover (Alemania), Universidad de Tokushima (Japón), Universidad de Saransk (Rusia) y Universidad Aristóteles de Tesalónica (Grecia).
- Cruz Federal al Mérito de la República Federal Alemana (1995) por sugerencia del entonces rector de la universidad Johann Wilhelm Gerlach.[14]
- Gran Cruz de la Orden Civil de Alfonso X el Sabio
- Creu de Sant Jordi (2002).